# Helicopsyche khemoiensis
Helicopsyche khemoiensis là một loài Trichoptera trong họ Helicopsychidae. Chúng phân bố ở miền Cổ bắc.